# Dimenticarsi alle 7
Dimenticarsi alle 7 è un singolo della cantautrice italiana Elodie, pubblicato il 12 febbraio 2025 come terzo estratto dal quinto album in studio Mi ami mi odi.
Il brano è stato presentato in gara durante la 75ª edizione del Festival di Sanremo, dove si è classificato al dodicesimo posto al termine della manifestazione.

## Descrizione
Il brano, scritto dalla stessa cantautrice con Davide Petrella, in arte Tropico, e Davide Simonetta, in arte d.whale, è prodotto dal duo di DJ Hunter/Game. Esso, avendo segnato la quarta partecipazione dell'artista al Festival di Sanremo, è stato descritto in un'intervista a TV Sorrisi e Canzoni:

## Promozione
Dopo la conferma della cantautrice tra i big in gara al Festival di Sanremo 2025, annunciata da Carlo Conti al TG1 il 1º dicembre 2024, il titolo del brano è stato rivelato il 18 dicembre nel corso della finale della diciottesima edizione del concorso canoro Sanremo Giovani.

## Accoglienza
Dimenticarsi alle 7 è stato accolto perlopiù in maniera positiva da parte della critica specializzata.
Andrea Laffranchi del Corriere della Sera descrive Dimenticarsi alle 7 come un brano da «un sapore vintage, gli anni Sessanta di una Mina malinconica» le cui sonorità sono retta da «l'orchestra a costruire dramma [e] una base di techno non invadente a portarci nell'attualità». Anche Gianni Sibilla di Rockol afferma che la canzone «unisce orchestra ed elettronica, melodia e cassa dritta», trovandolo «ambizioso». Filippo Ferrari di Rolling Stone Italia riporta che la canzone si imposti su una produzione «elettronica» e una melodia del ritornello che ricorda una «ballad italiana».
In una recensione meno positiva Alvise Salerno di All Music Italia scrive che si tratti di un brano costruito «senza aggiungere o togliere nulla» artisticamente alla cantante, richiamando nei suoni brani precedenti come Andromeda e Black Nirvana. Similmente Roberta Marchetti di Today afferma che sebbene il ritornello sia «un tormentone», riporta che le strofe del brano siano «tutto un gran déjà vu. Niente di memorabile». Della stessa opinione è di Esquire Italia, il quale scrive che propone «l'ennesima ballata killer, [...] che aggiunge poco a lei come artista e al suo percorso», definendo la scelta «una sorta di Beyoncé all'italiana».

## Video musicale
Il video musicale, diretto da Attilio Cusani, è stato pubblicato in concomitanza all'uscita del brano attraverso il canale YouTube della cantautrice.

## Tracce
Testi di Elodie Di Patrizi, Davide Petrella e Davide Simonetta, musiche di Davide Petrella e Davide Simonetta.
1. Dimenticarsi alle 7 – 3:34

## Classifiche
| Classifica (2025) | Posizione massima |
| ----------------- | ----------------- |
| Italia            | 7                 |
| Svizzera          | 59                |